# Macarrones con chorizo
Los macarrones con chorizo (de nombre completo macarrones con chorizo y tomate) es un plato identificativo de la cocina española que emplea en su elaboración pasta (generalmente macarrones cocidos) y trozos de chorizo en una salsa de tomate. Su aparición data del periodo de posguerra de la guerra civil. Algunos autores internacionales denominan al plato como macarrones a la española en sus recetarios. Desde mediados del siglo XX es un plato muy popular entre la gente joven, y no resulta raro encontrarlo en el menú diario de un colegio. Hoy en día, debido a la sencillez y poco precio de sus ingredientes, es un plato que figura en los restaurantes más humildes.

## Historia
Se sabe que este plato puede haber sido una adaptación de la variante napolitana de los Maccheroni con la salsiccia. Poco se conoce del plato en España antes de mediados del siglo XX. Ya el Índice culinario de Teodoro Bardají Mas no los expone en su lista de platos, y el mismo Ángel Muro en su «El Practicón». En ambos libros no aparece un plato de pasta en las recetas españolas anteriores a los años 30. Este plato fue una forma de introducir en la cocina española el consumo de la pasta, poco habitual en los platos de la cocina española antes de los mediados del siglo XX. En un libro de cocina reeditado en 1955 aparece una variante cercana denominada "macarrones a la casera" elaborados con salsa de tomate. La aparición en recetas posteriores hace pensar que el plato fue creado por un cocinero anónimo en los años sesenta.

## Características
Este plato suele llevar tradicionalmente como pasta los macarrones, aunque cualquier otra pasta con forma tubular cumple similar función. La preparación contiene los elementos típicos de la cocina española como son la elaboración de un sofrito con cebolla y abundante cantidad de ajo. El chorizo (que puede ser dulce o picante) es cortado en dados y participa como ingrediente cárnico principal. El color rojo abundante del plato lo suele poner el uso de pimentón en el sofrito, así como el chorizo y la salsa de tomate, la última cocción de los macarrones se hace en esta abundante salsa y suele ser acompañada de laurel (en algunas ocasiones orégano). Se suele servir con abundante queso rallado (resulta tradicional emplear un queso manchego).